# Perica Ognjenović
Perica Ognjenović (en serbio: Перица Огњеновић; n. Smederevska Palanka, 24 de febrero de 1977) es un exfutbolista y entrenador serbio. Jugaba en la demarcación de delantero.

## Selección nacional
Jugó un total de ocho partidos con la selección de fútbol de Yugoslavia. Hizo su debut el 12 de noviembre de 1995 en un partido contra El Salvador que finalizó con un resultado de 1-4 a favor del combinado yugoslavo tras los goles de Siniša Mihajlović, un doblete de Dejan Savićević y un gol de Giovanni Trigueros en propia puerta, por parte de Yugoslavia, y de Jorge Humberto Rodríguez por parte del combinado salvatoreño. Además llegó a disputar tres encuentros de la Copa Mundial de Fútbol de 1998, siendo el tercero, contra Estados Unidos, el último que jugó con la selección. 

### Participaciones en Copas del Mundo
| Mundial                        | Sede    | Resultado        | Partidos | Goles |
| ------------------------------ | ------- | ---------------- | -------- | ----- |
| Copa Mundial de Fútbol de 1998 | Francia | Octavos de final | 3        | 0     |

## Entrenador
Desde 2011, se dedica a entrenar. Llegó a ser seleccionador sub-17 y sub-18 de Serbia. Además, en 2020 entrenó al FK Zvijezda 09, y en 2023 como interino en el FC Metalist Járkov.

## Clubes

### Como futbolista
| Club                      | País     | Año       | Partidos | Goles |
| ------------------------- | -------- | --------- | -------- | ----- |
| GFK Jasenica 1911         | Serbia   | 1993-1994 | 28       | 9     |
| Estrella Roja de Belgrado | Serbia   | 1994-1998 | 78       | 19    |
| Real Madrid CF            | España   | 1999-2001 | 22       | 1     |
| 1. FC Kaiserslautern      | Alemania | 2002      | 3        | 0     |
| Dalian Shide FC           | China    | 2003      | 2        | 0     |
| FC Dinamo de Kiev         | Ucrania  | 2003-2004 | 2        | 0     |
| Angers SCO                | Francia  | 2005      | 8        | 0     |
| Selangor FA               | Malasia  | 2006      | 16       | 2     |
| Ergotelis FC              | Grecia   | 2006-2008 | 26       | 3     |
| Kallithea FC              | Grecia   | 2008-2009 | 9        | 1     |
| FK Jagodina               | Serbia   | 2009-2011 | 43       | 3     |

### Como entrenador
| Club                       | País                 | Año       |
| -------------------------- | -------------------- | --------- |
| Selección sub-17 de Serbia | Serbia               | 2017      |
| Selección sub-18 de Serbia | Serbia               | 2017-2018 |
| FK Zvijezda 09             | Bosnia y Herzegovina | 2020      |
| FC Metalist Járkov         | Ucrania              | 2023      |

## Palmarés
| Título                              | Club                      | País                | Año       |
| ----------------------------------- | ------------------------- | ------------------- | --------- |
| Primera Liga de Serbia y Montenegro | Estrella Roja de Belgrado | Serbia y Montenegro | 1994-1995 |
| Copa de Serbia y Montenegro         | Estrella Roja de Belgrado | Serbia y Montenegro | 1995      |
| Copa de Serbia y Montenegro         | Estrella Roja de Belgrado | Serbia y Montenegro | 1996      |
| Copa de Serbia y Montenegro         | Estrella Roja de Belgrado | Serbia y Montenegro | 1997      |
| Champions League                    | Real Madrid CF            | España              | 1999-00   |
| Primera División de España          | Real Madrid CF            | España              | 2000-01   |
| Supercopa de España                 | Real Madrid CF            | España              | 2001      |
| Liga Premier de Ucrania             | Dinamo de Kiev            | Ucrania             | 2003-04   |
| Copa de Ucrania                     | Dinamo de Kiev            | Ucrania             | 2005      |